# ليزا جورج
ليزا جورج (بالإنجليزية: Lisa George)‏ هي ممثلة بريطانية، ولدت في 1973 في غريمسبي ‏ في المملكة المتحدة.

## وصلات خارجية
- ليزا جورج على موقع IMDb (الإنجليزية)